# Teoría de Kolmogorov-Johnson-Mehl-Avrami

Transformación de una fase en otra por medio del crecimiento de núcleos aleatoriamente distribuidos en la fase principal

La teoría de Kolmogorov-Johnson-Mehl-Avrami describe cómo los materiales se transforman desde una fase (estado de agregación de la materia) a otra a temperatura constante. En su concepción, fue ideada para describir la cinética de los procesos de cristalización, partiendo de una fase líquida hasta una fase sólida cristalina. Sin embargo, el modelo teórico descrito por la teoría es aplicable a otros cambios de fase en materiales, a reacciones químicas e incluso en análisis de sistemas biológicos.
La teoría, a veces abreviada como teoría KJMA o teoría de Avrami, fue inicialmente desarrollada por el matemático y físico Andrei Kolmogorov en 1937 para explicar la cinética de la recristalización de metales. Prácticamente a la par, y de manera independiente, William Johnson y Robert Mehl publicarían en 1939 una teoría pareja a la de Kolmogorov, aplicada en este caso a los procesos de solidificación basados en nucleación y crecimiento. Sin embargo, la teoría fue popularizada por Melvin Avrami, quien entre 1939 y 1941 publicaría en el Journal of Chemistry tres trabajos seminales muy ampliamente difundidos sobre ella, debido a lo cual suele considerarse como el autor principal de la misma. A partir de los trabajos de Avrami, la teoría se ha convertido en el modelo estándar para analizar todo proceso de transformación basado en la nucleación y el crecimiento.

## Cinética de transformaciones

Curva sigmoidal típica de procesos de nucleación y crecimiento

Las transformaciones suelen comúnmente seguir un característico perfil en S o sigmoidal, donde la velocidad de transformación es baja en el comienzo de la misma y al finalizar, pero rápida en los estadios intermedios. La baja velocidad inicial se explica por el tiempo necesario para que un número significativo de partículas formen núcleos de la nueva fase lo suficientemente grandes y estables como para poder crecer. Durante la fase intermedia la transformación es rápida: los núcleos, numerosos y de tamaño suficiente, comienzan a crecer consumiendo la antigua fase, al tiempo que nuevos núcleos continúan formándose en la fase antigua. Sin embargo, cuando la transformación está a punto de concluir, existe tan poca fase no transformada que los núcleos que puedan formarse o crecer a expensas de la misma es mucho menor; esto provoca que el crecimiento de la nueva fase se ralentice. 
La teoría KJMA ofrece el formalismo matemático capaz de describir este proceso. Es en esencia una descripción geométrica que no involucra en sí misma ningún término energético o descriptivo del sistema salvo el de la tasa de nucleación, que debe ser definida por el usuario de la teoría. Dicha tasa es característica del sistema en estudio, y puede depender de multitud de factores físicos (temperatura, potencial químico, tensión superficial,...).

## Ecuación de Avrami
Considérese una distribución aleatoria de partículas puntuales cuya densidad de número es {\displaystyle n_{0}}, aplicada sobre un sistema de extensión infinita. Sea {\displaystyle p(r)dr} la probabilidad de que la partícula más próxima al origen de referencia esté a una distancia entre {\displaystyle r} y {\displaystyle r+dr} del mismo. La elección del origen es arbitraria. 
Dicha probabilidad {\displaystyle p(r)dr} equivale a la probabilidad de que no haya partícula alguna en una esfera de radio {\displaystyle r} centrada en el origen, multiplicada por la probabilidad de que la partícula se halla en un casquete esférico de grosor dr y radio interior r:
{\displaystyle p(r)dr=\left[1-\int _{0}^{r}p(r')dr'\right]4\pi r^{2}n_{0}dr\,}
Se tiene por tanto que, cancelando diferenciales y derivando la expresión resultante:
{\displaystyle {\frac {dp}{dr}}=-4\pi r^{2}n_{0}p+\left[1-\int _{0}^{r}p(r')dr'\right]8\pi rn_{0}=-4\pi r^{2}n_{0}p+{\frac {2p}{r}}\,}
Dicha ecuación es separable e integrable, obteniéndose que la probabilidad, una vez normalizada a todo el espacio, es:
{\displaystyle p(r)=4\pi r^{2}n_{0}e^{-{\frac {4\pi r_{3}n_{0}}{3}}}\,}
Como el origen del sistema es aleatorio, la probabiliad de que en el instante t el origen esté contenido por una partícula de radio R(t) será la propia fracción de volumen transformado, dado por:
{\displaystyle f(t)=\int _{0}^{R(t)}p(r)dr\,}
La fracción de volumen no transformado será entonces:
{\displaystyle 1-f(t)=\int _{R(t)}^{\infty }p(r)dr=e^{-{\frac {4\pi R(t)^{3}n_{0}}{3}}}\,}
Ahora bien, en esta discusión se ha supuesto que la nucleación se produce en un único evento, en el que de repente, {\displaystyle n_{0}} núcleos aparecen y empiezan a crecer. Por extensión, la fracción no transformada en el caso de que se produzca un evento de nucleación en el instante {\displaystyle t_{1}} con densidad de número n1, y otro posterior en el instante {\displaystyle t_{2}} con una densidad de número asociada n2, será:
{\displaystyle 1-f_{tot}(t)=\left[1-f_{1}(t-t_{1})\right]\left[1-f_{2}(t-t_{2})\right]=e^{-{\frac {4\pi R_{1}(t-t_{1})^{3}n_{1}}{3}}}e^{-{\frac {4\pi R_{2}(t-t_{2})^{3}n_{2}}{3}}}}
Si se suceden N eventos de nucleación, la fracción no transformada resulta:
{\displaystyle 1-f_{tot}(t)=\prod _{i=1}^{N}\left[1-f_{i}(t-t_{i})\right]=\prod _{i=1}^{N}e^{-{\frac {4\pi R_{i}(t-t_{i})^{3}n_{i}}{3}}}=e^{-{\frac {4\pi \sum _{i=1}^{N}R_{i}(t-t_{i})^{3}n_{i}}{3}}}}
Supongamos que los eventos de nucleación se suceden de forma cada vez más próxima los unos de los otros. Si se acepta que {\displaystyle \Delta t} es el intervalo entre dos eventos de nucleación, se tiene que:
{\displaystyle \sum _{i=1}^{N}{\frac {\Delta t}{\Delta t}}R_{i}(t-t_{i})^{3}n_{i}=\sum _{i=1}^{N}R_{i}(t-i\Delta t)^{3}{\frac {n_{i}}{\Delta t}}\Delta t}
En el límite, los eventos están tan próximos que la suma se convierte en una integral de Riemann:
{\displaystyle \lim _{\Delta t\to 0}\sum _{i=1}^{N}R_{i}(t-i\Delta t)^{3}{\frac {n_{i}}{\Delta t}}\Delta t=\int _{0}^{t}R_{i}(t-\tau )^{3}{\dot {n}}(\tau )d\tau }
Así, se alcanza la llamada ecuación de Avrami, que describe la fracción no transformada de volumen debida a una nucleación continua:
{\displaystyle f(t)=1-e^{\left[-{\frac {4\pi }{3}}\int _{0}^{t}R_{i}(t-\tau )^{3}{\dot {n}}(\tau )d\tau \right]}}

## Teoría KJMA
La ecuación de Avrami es el pilar de la teoría KJMA, en tanto en cuanto describe la fracción transformada de volumen bajo las siguientes hipótesis:
- La nucleación ocurre de forma aleatoria y homogénea sobre toda la fase no transformada
- La tasa de crecimiento no se ve afectada por la extensión de la transformación
- La tasa de crecimiento es la misma en todas direcciones

Bajo dichas hipótesis, la teoría KJMA establece que la fracción transformada tomará la forma general (una vez resuelta la integral):
{\displaystyle f=1-e^{-Kt^{n}}\,}
donde K es la constante de Avrami y n es el llamado exponente de Avrami. Ambas constantes dependen de la tasa de nucleación y de la de crecimiento. Esto es, la teoría KJMA ofrece una descripción geométrica del proceso de nucleación y crecimiento, pero la solución concreta dependerá de la forma que adopte {\displaystyle {\dot {n}}(t)}, que es la tasa de nucleación, y de la que tome {\displaystyle R(t)}, que es la tasa de crecimiento. Especialmente la segunda, quedará determinada por la cinética del proceso.
Así, la interpretación física de las constantes de Avrami, K y n, no es sencilla. En un principio, se creía que n debía tener un valor entero entre 1 y 4. Sin embargo, pronto se vio que los valores de n no siempre tenían por qué limitarse a ser menores que 4 o enteros, en función de cómo variara la n con el tiempo. Por ejemplo, para el caso de una tasa de nucleación constante sobre partículas esféricas en tres dimensiones, el exponente de Avrami es n=4. Sin embargo, ese mismo exponente en dos dimensiones es n=3. A su vez, si la nucleación es instantánea pero en tres dimensiones, n=3. De esto se sigue que la geometría del proceso no puede deducirse de los valores que tome el exponente de Avrami.
La constante K se relaciona, por su parte, con la barrera energética necesaria para que el núcleo se forme y comience a crecer. En general se interpreta como una tasa de la forma:
{\displaystyle K=\nu e^{-{\frac {\Delta E}{k_{B}T}}}}
donde {\displaystyle \nu } es una frecuencia de dudosa interpretación, {\displaystyle \Delta E} es una barrera energética, {\displaystyle T} la temperatura y {\displaystyle k_{B}} es la constante de Boltzmann.